# Geaya haitiensis
Geaya haitiensis is een hooiwagen uit de familie Sclerosomatidae.